# Ulrike Meinhofová
Ulrike Marie Meinhofová (7. října 1934 Oldenburg – 9. května 1976 Stuttgart) byla teroristka, novinářka a spoluzakladatelka ultralevicové organizace Frakce Rudé armády.
Po krátkém manželství se rozvedla a vstoupila do radikální studentské organizace. První akcí, které se zúčastnila, bylo vysvobození Andrease Baadera z vězení 14. května 1970. Organizace si dala jméno Frakce Rudé armády, ale mediálně byla známa spíše jako Skupina Baader-Meinhofová. Během následujících dvou let až do zatčení 15. června 1972 se podílela na přepadání bank a kladení bomb. Další čtyři roky strávila ve vězení, kde pak byla nalezena oběšená. Německé úřady došly k závěru, že spáchala sebevraždu. Řada lidí však (včetně Frakce Rudé armády) byla názoru, že se úřady dopustily vraždy, ale také se tvrdí, že sebevražda mohla být důsledkem ostrakismu, jehož byla Meinhofová obětí ze strany jiných členů RAF.

## Mládí
Ulrike Meinhofová se narodila roku 1934 v německém Oldenburgu. V roce 1936 se její rodina přestěhovala do Jeny, kde její otec Dr. Werner Meinhof získal místo ředitele muzea. Otec v roce 1940 zemřel na rakovinu a její matka Ingeborg k sobě vzala svou přítelkyni, historičku Renate Riemeck. V roce 1946 se celá rodina přestěhovala zpět do Oldenburgu, protože Jena po Jaltské konferenci připadla do okupační zóny SSSR. Ulričina matka Dr. Ingeborg Meinhof pracovala jako učitelka a zemřela v roce 1954 taktéž na rakovinu. Renate Riemeck se tak stala pěstounkou pro Ulriku a její starší sestru.
V roce 1952 složila Meinhofová maturitu na gymnáziu ve Weilburgu a na univerzitě v Marburgu začala studovat filozofii, sociologii a němčinu. V roce 1957 přestoupila na univerzitu v Münsteru, kde se seznámila se španělským marxistou Manuelem Sacristánem a vstoupila do Socialistického německého studentského svazu. Během studií se účastnila demonstrací proti znovuvyzbrojení německé armády či nukleárním zbraním (dokonce se stala mluvčím místní organizace Anti-Atomtod-Ausschuss) a psala články do různých studentských časopisů. Následně vstoupila do zakázané Komunistické strany Německa a začala psát pro levicový magazín konkret. Meinhofová se vdala v roce 1961 za zakladatele časopisu Klause Rainera Röhla a v roce 1962 se jim narodila dvojčata Regine a Bettina. Od roku 1967 manželé žili odděleně a rok na to se rozvedli.

## Založení a aktivity v RAF

Znak Frakce Rudé armády - rudá hvězda a samopal Heckler & Koch MP5

Dne 11. dubna 1968 byl spáchán neúspěšný atentát na studentského aktivistu Rudi Dutschkeho, což vedlo Meinhofovou k napsání článku do časopisu konkret, z kterého pochází její nejznámější citát:
| „ | Protest je když řeknu: „To a to se mi nelíbí.“ Odboj znamená zajistit, aby k tomu, co se mi nelíbí už nikdy nedošlo. | “ |

Stejného roku došlo k bombovému útoku na obchodní centra ve Frankfurtu zorganizovaného jako protest proti veřejné lhostejnosti vůči válce ve Vietnamu. Hlavní organizátoři Andreas Baader a Gudrun Ensslin byly dopadeni za několik dní. Meinhofová začala psát články o celé události a dokonce obě pozdější nejvýznamnější osobnostmi RAF navštívila ve vězení. Následně spolu s dalšími kolegy skončila s publikováním pro konkret, který se jí jevil příliš komerční. V roce 1969 dokonce zorganizovala obsazení redakční budovy a vyplenění domu jejího bývalého manžela a vlastníka magazínu.

### Osvobození Andrease Baadera
V roce 1970 ji kontaktovala Gudrun Ensslin, která ji požádala o pomoc s osvobozením Andrease Baadera. Pod záminkou psaní knihy přemluvila Meinhofová úřady a zorganizovala s Baaderem schůzku ve studovně Institutu pro sociální otázky. Podle plánu měla ústav přepadnout skupina ozbrojenců a osvobodit Baadera, aniž by došlo ke střelbě. Celá akce měla budit dojem, že Meinhofová s osvobozením Baadera nemá nic společného. Do ústavu vtrhli tři ozbrojenci (dvě ženy a jeden muž). Při osvobozování ale došlo ke střelbě a byl vážně zraněn místní knihovník. Baader byl osvobozen, ale kvůli střelbě se Meinhofová rozhodla z místa činu utéct společně s ozbrojenci. Druhý den byla vypsána policií odměna 10 000 marek za informaci, která by vedla k jejímu dopadení.

### Výcvik v Jordánsku
Celá skupina utekla do Jordánska, kde se jim v táborech palestinského Fatahu dostalo dvouměsíčního vojenského výcviku. Meinhofová se pokusila pomocí svých společníků zorganizovat únos svých dětí z Německa a poslat je do tábora pro palestinské sirotky. Děti ale byly vráceny z úkrytu na Sicílii zpátky ke svému otci po intervenci žurnalisty Stefana Austa. Z tohoto období pochází citát dokazující radikalizaci celé skupiny:
| „ | Samozřejmě říkáme, policajti jsou prasata, říkáme, ten týpek v uniformě je prase, to není člověk, a proto s ním musíme jít do konfliktu. To znamená, že s ním nemáme mluvit, vůbec je špatně s těmahle lidmi mluvit, a samozřejmě se může i střílet. | “ |

Během tohoto období napsala velké množství manifestů a článků osvětlující ideologii skupiny.

### Zpět v Německu
V srpnu 1970 se skupina vrátila do Berlína. V následujících dvou letech se účastnila Meinhofová přepadávání bank a bombových atentátů cílených především na americké jednotky v Západním Německu a policejní orgány. Pokračovala v psaní pro účely RAF. Její nejznámější dílo z této doby je jednoznačně Koncepce městské guerilly, která kromě ideologického základu obsahuje poprvé zmínku o skupině jako o Frakci Rudé armády a je v ní taktéž poprvé zveřejněn znak celé skupiny. Praktický význam Meinhofové v organizaci skupiny, plánování přepadení a atentátů ale bývá často hlavně médii přeceňován. Skutečnou vedoucí ženskou osobností RAF byla Gudrun Ensslin.

### Zadržení
Meinhofová byla zadržena jako poslední z nejznámější trojice RAF (Baader 1. června 1972 a Ensslingová 7. června 1972). Policii se ji podařilo zatknout 15. července 1972 v Langenhagenu nedaleko Hannoveru. Poslední slova Meinhofové na svobodě zněla:
| „ | Račte, račte lumpové a konejte svou špinavou povinnost. | “ |

## Pobyt ve vězení a smrt

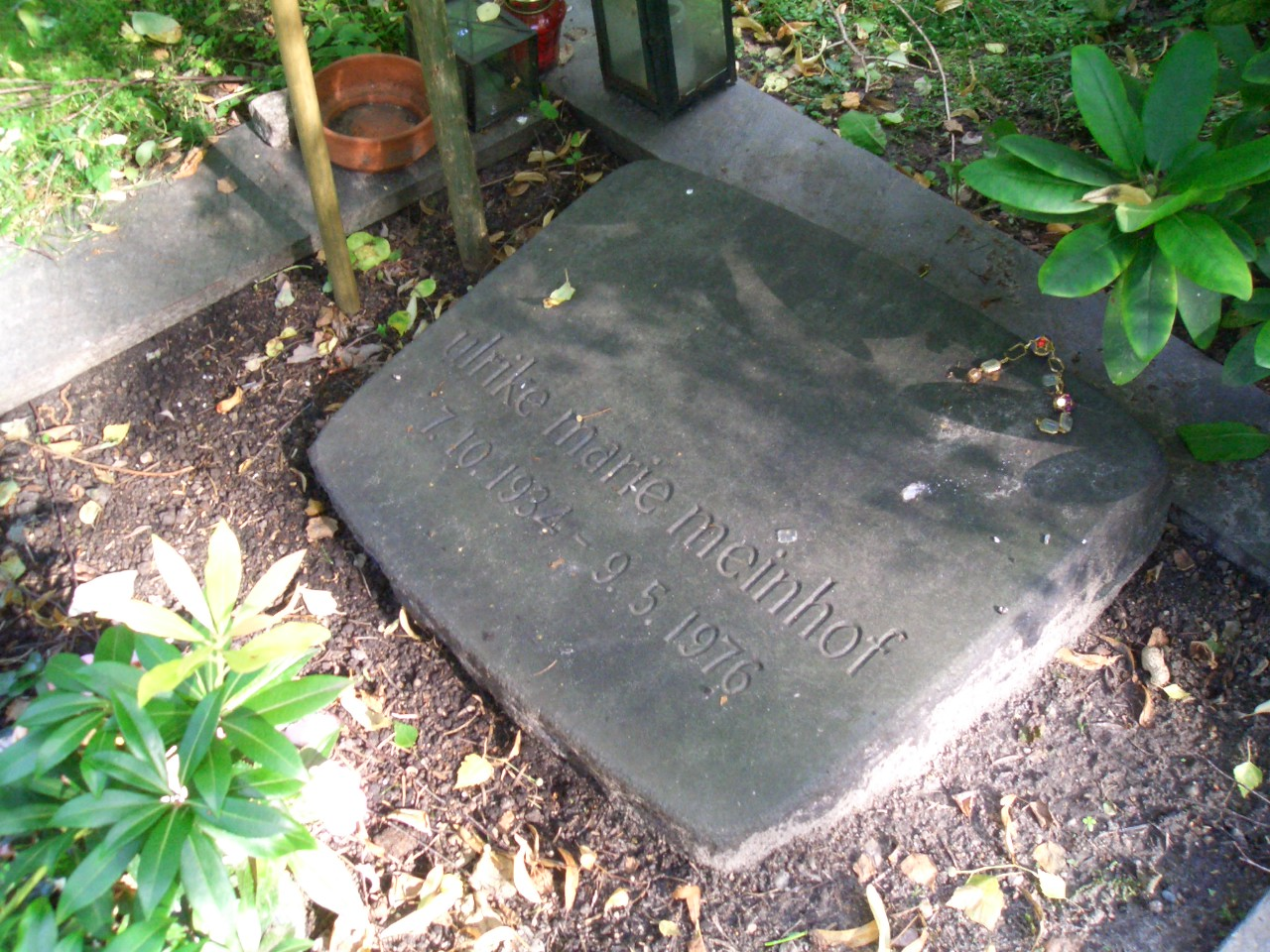
Náhrobní kámen Ulrike Meinhofové na hřbitově v Berlíně

Od července 1972 do února 1973 byla Meinhofová ve vězení v Kolíně nad Rýnem v úplné izolaci. Přesto všechno se jí podařilo z vězení propašovat několik dopisů. Zveřejnění těchto dopisů jí zajistilo velké množství sympatizantů po celé SRN. V listopadu 1972 napsala článek, ve kterém schvaluje únos izraelských sportovců palestinskými teroristy na olympiádě v Mnichově (více: Mnichovský masakr). Dne 29. listopadu 1974 byla odsouzena k osmi letům odnětí svobody za její účast při osvobozování Andrease Baadera v roce 1970 a přesunuta do věznice Stammheim ve Stuttgartu. V následném soudním procesu byla obviněna ze čtyř vražd a vícenásobného pokusu o vraždu.

### Smrt
Dne 9. května 1976 byla Ulrike Meinhofová nalezena ve své cele mrtvá. Podle pitevní zprávy spáchala sebevraždu. Oběsila se na ručníku, který byl přivázán k oknu cely. Mnoho stoupenců RAF se s tímto vysvětlením nespokojilo a považovali celý akt za policejní vraždu. Faktem ale také je, že Meinhofová se během svého pobytu ve vězení výrazně názorově vzdálila od zbytku skupiny, což vyústilo k výraznému omezení jejího vlivu na chod skupiny.
Tělo bylo pohřbeno 15. května 1976 na hřbitově v Mariendorfu v Berlíně. Samotný pohřební obřad vedl kněz Helmut Gollwitzer, přítel již zmíněného levicového aktivisty Rudiho Dutschkeho, a účastnilo se ho na 4 000 sympatizantů. Hrob se nachází v sekci hřbitova 3A-12-19.

## Odkaz v moderní kultuře
- německý film Baader Meinhof Komplex z roku 2008 pojednává o osudech hlavní trojice RAF od 1967 do jejich smrti. Roli Ulrike Meinhofové si zahrála Martina Gedeck
- dokument Děti revoluce pojednává o Meinhofové z pohledu její dcery žurnalistky a historičky Bettiny Röhl
- hip-hopová zpěvačka a žurnalistka Zuzana Fuksová vydala v roce 2016 knihu s odkazem na Ulrike Meinhofovou v názvu - Cítím se jako Ulrike Meinhof.